# At-Tur
At-Tur “Os Montes” (do árabe:  سورة الطور ) é a quinquagésima segunda sura do Alcorão e tem 49 ayats.